# Apostasia

Países onde a apostasia é punida com pena de morte (vermelho), prisão (marrom ou castanho) ou perda da custódia dos filhos e anulação do casamento (amarelo). Em cor laranja estão países onde é proibido converter um muçulmano. Atualmente, isto acontece apenas em países islâmicos.

Apostasia (em grego antigo απόστασις [apóstasis], "estar longe de") tem o sentido de um afastamento definitivo e deliberado de alguma coisa, uma renúncia de sua anterior fé ou doutrinação. Ao contrário da crença popular, não se refere a um mero desvio ou um afastamento em relação à sua fé e à prática religiosa. Pode manifestar-se abertamente ou de modo oculto.
Dependendo de cada religião, um apóstata, afastado do grupo religioso do qual era membro, pode ser vítima de preconceito, intolerância, difamação e calúnia por parte dos demais membros ativos. Um caso extremo, é aplicação da pena de morte para apóstatas na religião islâmica em países muçulmanos, como por exemplo, na Arábia Saudita, Irã, e vários outros.

## Direitos humanos
A Comissão das Nações Unidas para os Direitos Humanos considera a mudança de religião um direito humano legalmente protegido pelo Pacto Internacional dos Direitos Civis e Políticos:
A Comissão observa que a liberdade de "ter ou adotar" uma religião ou crença implica necessariamente na liberdade de escolher uma religião ou crença, incluindo o direito de substituir a sua religião ou crença atual por outra ou para adotar pontos de vista ateus … Artigo 18.2: Atos de coação que prejudique o direito de ter ou adotar uma religião ou crença, incluindo o uso de ameaça de força física ou sanções penais para obrigar crentes ou não crentes a aderir a determinadas crenças religiosas e congregações, ou a abjurar de sua religião ou crença, ou se converter.— 

## Por religião

### Cristianismo

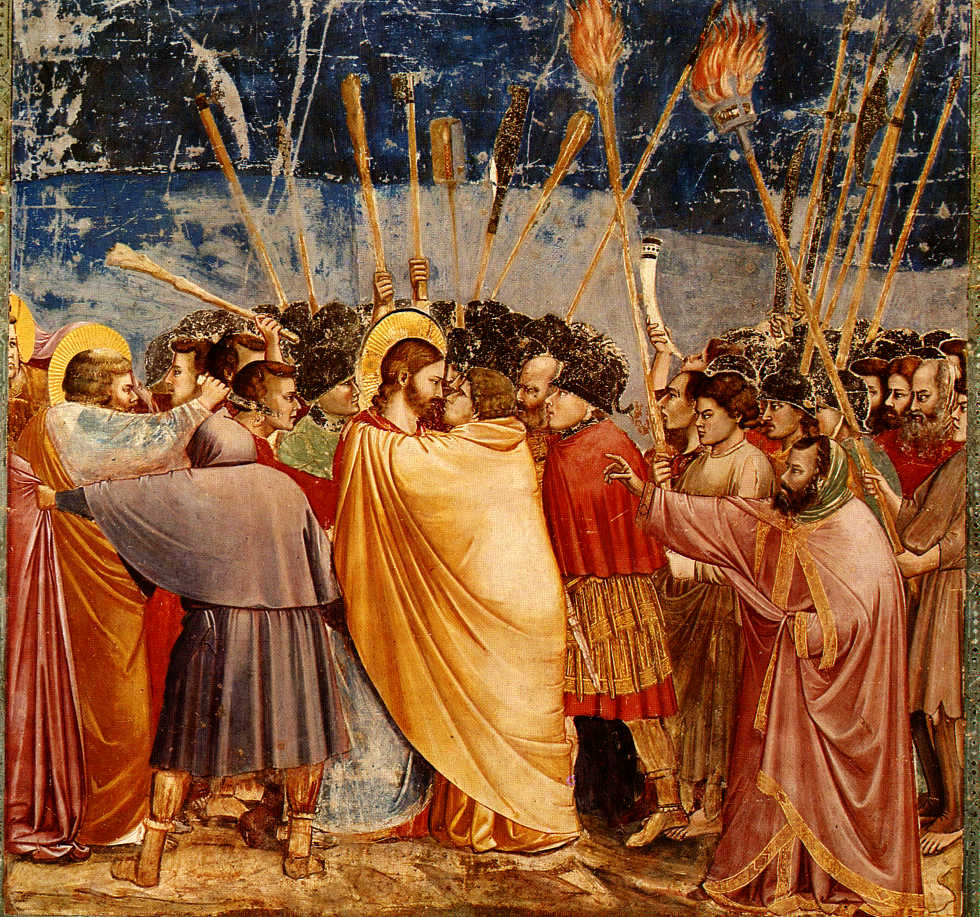
Judas trai Jesus com um beijo. Judas Iscariotes, um dos Doze Profetas, se tornou um apóstata.

Apostasia da Fé Cristã, ou seja, do Cristianismo primitivo, na ótica das diversas religiões cristãs, é controversa. Existe uma notória diferença entre apostasia da Fé Cristã e apostasia de uma determinada organização religiosa. As igrejas cristãs trinitárias consideram apostasia o afastamento do fiel do seio da igreja invisível, o Corpo de Cristo, para abraçar ensinos contrários aos fundamentos bíblicos, o que é denominado heresia e contrário a um ensino mais básico do cristianismo. Este tipo de apostasia é considerado extrema ingratidão e ponto central entre todas as igrejas trinitárias.
Segundo o Código de Direito Canônico de 1983 e atualizado em 2009, apostasia é o repúdio total à fé cristã, que difere do cisma que é a recusa em submeter-se à autoridade do Papa ou à comunhão com os membros da Igreja a ele sujeitos e também da heresia que é a negação ou dúvida pertinaz sobre qualquer verdade de fé divina. Ainda segundo o Código de Direito Canônico, o apóstata da fé incorre em excomunhão latae sententiae, isto é, aquela em que o fiel incorre no exato momento em que apostata.
No protestantismo apostasia é o esfriamento da fé, o abandono dos princípios bíblicos. Uma igreja ou um indivíduo apóstata é uma igreja ou indivíduo que aderiu ao mundanismo e aos costumes seculares, substituindo os princípios de Deus. De modo mais abrangente, pode-se dizer que um cristão ou igreja são apóstatas quando deixam de seguir os fundamentos da Palavra de Deus, desviando-se da verdadeira fé e voltando-se para o mundanismo, satisfazendo somente os desejos carnais.
As Testemunhas de Jeová consideram como sendo apostasia quando um membro batizado e conhecedor da doutrina que sai da organização e fala abertamente de modo crítico sobre determinados ensinos. Por acreditarem que a sua organização é a única instituída por Deus na terra, acreditam que, ao apostatar, a pessoa está efetuando uma verdadeira oposição a Jeová. Afirmam que, embora alguns apóstatas professam conhecer e servir a Deus, desprezam os ensinamentos e as orientações Dele, tal como divulgadas pelo seu corpo governante. Ou então, que afirmam crer na Bíblia, mas rejeitam que Deus tenha uma organização terrestre. O Corpo Governante das Testemunhas de Jeová define que "a apostasia inclui ação tomada contra a verdadeira adoração de Jeová ou contra a ordem que ele estabeleceu entre o seu povo dedicado (Jer. 17:3; 23:15; 28:15, 16; 2 Tes. 2:9, 10)". (Ref.ª Prestai Atenção a Vós Mesmos e a Todo o Rebanho [o Manual da Escola do Ministério do Reino], pág. 94-5). Isto inclui participação em atividades ecumênicas ou a filiação a outra organização religiosa, por parte de um membro batizado (dedicado). Dando apoio a essa diretriz, as Testemunhas Cristãs de Jeová citam 2 João 9,10, Atos 20:30 e 2 Pedro 2:1-3. E com base nestes preceitos, evitam todo e qualquer tipo de contato com os que se tornam apóstatas declarados. A apostasia de um membro batizado é determinada às portas fechadas por uma Comissão Judicativa Congregacional (legalmente não é a Organização Religiosa em si mesma que julga o alegado infrator, mas o julgamento é feito a nível congregacional). Seguindo orientações publicadas na revista "A Sentinela", no "Nosso Ministério do Reino", no manual "Prestai Atenção a Vós Mesmos e a Todo o Rebanho" e em cartas internas, gerais ou específicas. As suas razões e a condução de todo o processo judicativo é mantido confidencial, mantido assim fora do conhecimento geral, uma vez que segundo as diretrizes das Testemunhas, cabe aos anciãos, e somente a eles, "o pastoreio do rebanho de Deus". A Comissão Judicativa realiza a(s) sua(s) reunião(ões) em privado (não é público), isto é, participam dela apenas o julgado e os anciãos. Para elas, tal medida obedece uma lógica que visa manter a harmonia dentro da congregação.
Os membros da religião evitam em absoluto todo e qualquer contato social com os desassociados (que foram expulsos pela religião) e dissociados (que renunciaram formalmente a continuar ser membro), o que inclui membros de sua própria família. Pessoas que deliberadamente saem da organização são encaradas com extrema desconfiança. Para as testemunhas de Jeová, os apóstatas perseguem os membros da organização com o intuito de induzi-los ao mesmo proceder apóstata. Este pensamento de "preto ou branco" pode fazer com que membros evitem de modo extremo a autocrítica, ou reconhecer erros em procedimentos organizacionais para não serem conhecidos como "apóstatas". Para as Testemunhas de Jeová, casos de apostasia se assemelham ao citado na passagem bíblica de 2 Timóteo 2:16-18: "Esquiva-te dos falatórios vãos que violam o que é santo; porque passarão a impiedade cada vez maior e a palavra deles se espalhará como gangrena. Himeneu e Fileto são desses. Estes mesmos se desviaram da verdade, dizendo que a ressurreição já ocorreu [conforme escrito aqui, Himeneu e Fileto estavam ensinando algo contrário ao que a Bíblia ensinava]; e estão subvertendo a fé que alguns têm".(NM).

### Islamismo

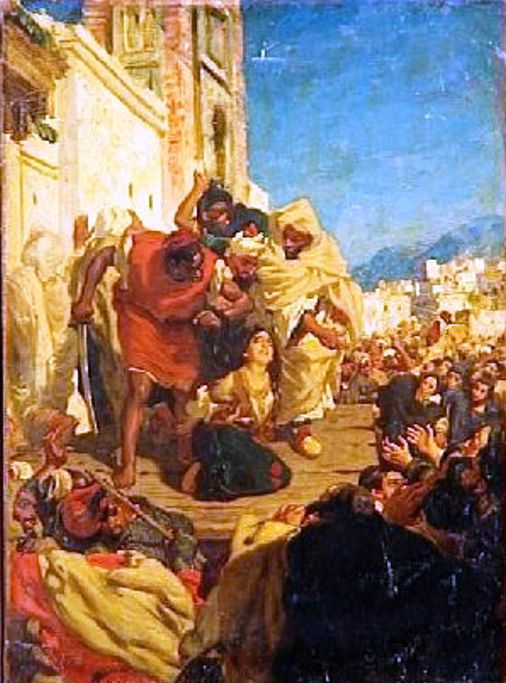
Execução de uma judia marroquina, pintura de Alfred Dehodencq

Na literatura islâmica, a apostasia é chamada irtidād ou ridda; um apóstata é chamado murtadd, que literalmente significa "aquele que se volta contra o Islã. Alguém nascido de um pai muçulmano, ou que já havia se convertido ao islamismo, torna-se um murtadd se ele ou ela verbalmente nega qualquer princípio da crença proscrita pelo Alcorão ou pelo Hadith, se desvia da crença islâmica aprovada (ilhad), ou se comete uma ação considerada herética, como tratar com desrespeito uma cópia do Alcorão. Uma pessoa nascida de um pai muçulmano que mais tarde rejeita o Islã é chamada de fitri murtad e uma pessoa que se converteu ao islamismo e mais tarde rejeitou a religião é chamada de mili murtad.
Há vários versos no Alcorão que condenam a apostasia, embora nenhum ordene as punições para apostasia, mas vários Hadiths incluem declarações do próprio Maomé que apoiam a pena de morte por apostasia, como por exemplo "Seja quem for que mude de religião (islâmica) matem-no"
O conceito e a punição da apostasia era amplamente coberto na literatura islâmica desde o século VII. Uma pessoa é considerada apóstata se ele ou ela se converte do islamismo para outra religião. Uma pessoa é um apóstata mesmo se ele ou ela acredita na maior parte do Islã, mas verbalmente ou por escrito nega de um ou mais princípios ou preceitos do Islã. Por exemplo, se um muçulmano declara que o universo sempre existiu, ele ou ela é um apóstata; da mesma forma, um muçulmano que duvida da existência de Deus, entra em uma igreja ou templo, faz oferendas e adora um ídolo ou qualquer imagem de Deus, celebra festivais religiosos não muçulmanos, ajuda a construir uma igreja ou templo, confessa uma crença no renascimento ou na encarnação de Deus, desrespeita o Alcorão ou o Profeta do Islã, tais atos são considerados provas de apostasia.
Muitos muçulmanos consideram a legislação islâmica sobre a apostasia uma das leis imutáveis do Islã. É um crime hudud, o que significa que é um crime contra Deus e a punição foi fixada por Deus. A punição para a apostasia inclui a anulação do casamento, a apreensão de crianças e da propriedade, com a atribuição automática de tutores e herdeiros, além da pena de morte. Ex-muçulmanos são frequentemente perseguidos, abusados e mortos por muçulmanos - usualmente membros da sua própria família e indivíduos da próprias comunidades muçulmanas, mesmo na Europa.
Segundo alguns estudiosos, se um muçulmano conscientemente e sem coerção declara sua rejeição ao Islã e não muda de ideia depois de esgotado o tempo determinado por um juiz, em seguida, a pena para os apóstatas do sexo masculino é a morte e a prisão perpétua para as mulheres. Um filho de muçulmanos será considerado desde logo muçulmano, e portanto sujeito à mesma  pena em caso de apostasia.
Em 2017, apenas países muçulmanos criminalizavam a apostasia, e apenas a apostasia em relação ao Islão, isto é, a apostasia de outra religiões para o Islã, é legal em todos eles. Desses países, 11 eram do Oriente Médio. A lista inclui Irão, Iraque, Afeganistão, Malásia, Mauritânia, Maldivas, Paquistão, Nigéria, Qatar, Arabia Saudita, Somália, Sudão, Emirados Árabes Unidos, Iémen e Brunei. Não há qualquer pais na América ou na Europa que tenha qualquer lei proibindo a renúncia a uma religião ou restringindo a liberdade de escolher uma. Mais ainda, em todo o globo, nenhum país com maiorias cristãs, budistas, hindus, judaicas, agnósticas ou ateístas tinham qualquer lei que proibisse ou encorajasse apostasia, ou restringisse a liberdade individual de conversão duma para outra religião.

### Judaísmo

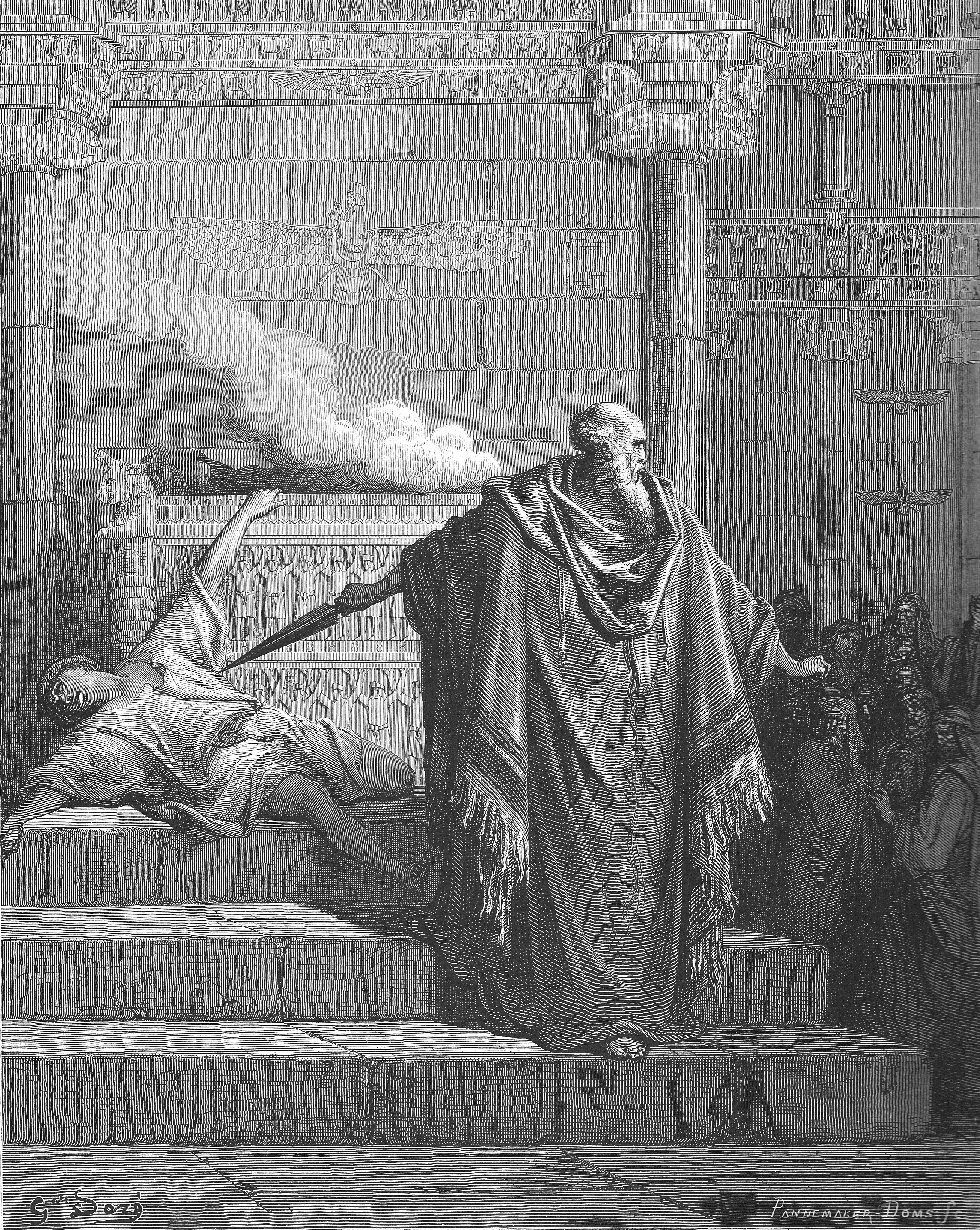
Matatias, mata um judeu apóstata

O termo apostasia é também derivado do grego ἀποστάτης, que significa "rebelde político", como aplicado a uma "rebelião contra Deus, a sua lei e a fé de Israel" (em hebraico מרד) na Bíblia hebraica. Outras expressões para apóstata usada por estudiosos rabínicos são mumar (מומר, literalmente "o que é alterado") e poshea Yisrael (פושע ישראל, literalmente, "transgressor de Israel"), ou simplesmente kofer (כופר , literalmente herético).
A Torá declara:

Se teu irmão, filho da tua mãe, ou teu filho, ou tua filha, ou a mulher do teu seio, ou teu amigo, que é como a tua alma, te incitar em segredo, dizendo: Vamos e sirvamos a outros deuses, que não conheceste, nem tu, nem teus pais; os deuses dos povos ao redor de vós, perto de ti, perto ou longe de ti, desde uma extremidade da terra até à outra extremidade da terra; Tu não consintas com ele, nem ouvirás a ele; nem terás piedade, nem irás poupá-lo ou escondê-lo: Mas tu certamente irás matá-lo; a tua mão será a primeira contra ele para o matar e depois a mão de todo o povo. E o apedrejarás, até que morra; porquanto procurou apartar-te do Senhor teu Deus, que te tirou da terra do Egito, da casa da servidão.— Deuteronômio 13: 6-10
Contudo, atualmente ninguém invoca estas passagens na jurisprudência moderna.